# Eisenberg (Burgenland)
Der Eisenberg ist ein 415 m ü. A. hoher Berg im östlichen Südburgenland.
Der Berg befindet sich zwischen Burg und Eisenberg an der Pinka im Südburgenländischen Hügel- und Terrassenland, liegt unmittelbar an der Grenze zu Ungarn und wird im Norden und im Osten von der Pinka umflossen. Während seine Nordflanke bewaldet ist, wird auf den günstigen Lagen der Südseite seit 2.800 Jahren Weinbau betrieben. Ausgrabungsfunde unter der alten Martinskirche in Deutsch-Schützen, die vermutlich auf einer römischen Kultstätte errichtet wurde, bezeugen hier die Tätigkeiten der Kelten und der Römer. Nachweislich wurde der Wein vom Eisenberg um 1600 bis nach Bayern, Tirol und Schlesien exportiert. Sein steiles und steiniges Terroir, auf dem überwiegend Blaufränkischer ausgebaut wird, bringt besonders mineralische und salzige Weine hervor. Weinkenner beschreiben die Weine als mineralreich, erdig und mit einer ganz spezifischen „Pikanz“, die in dieser Art sonst nirgendwo auftrete.

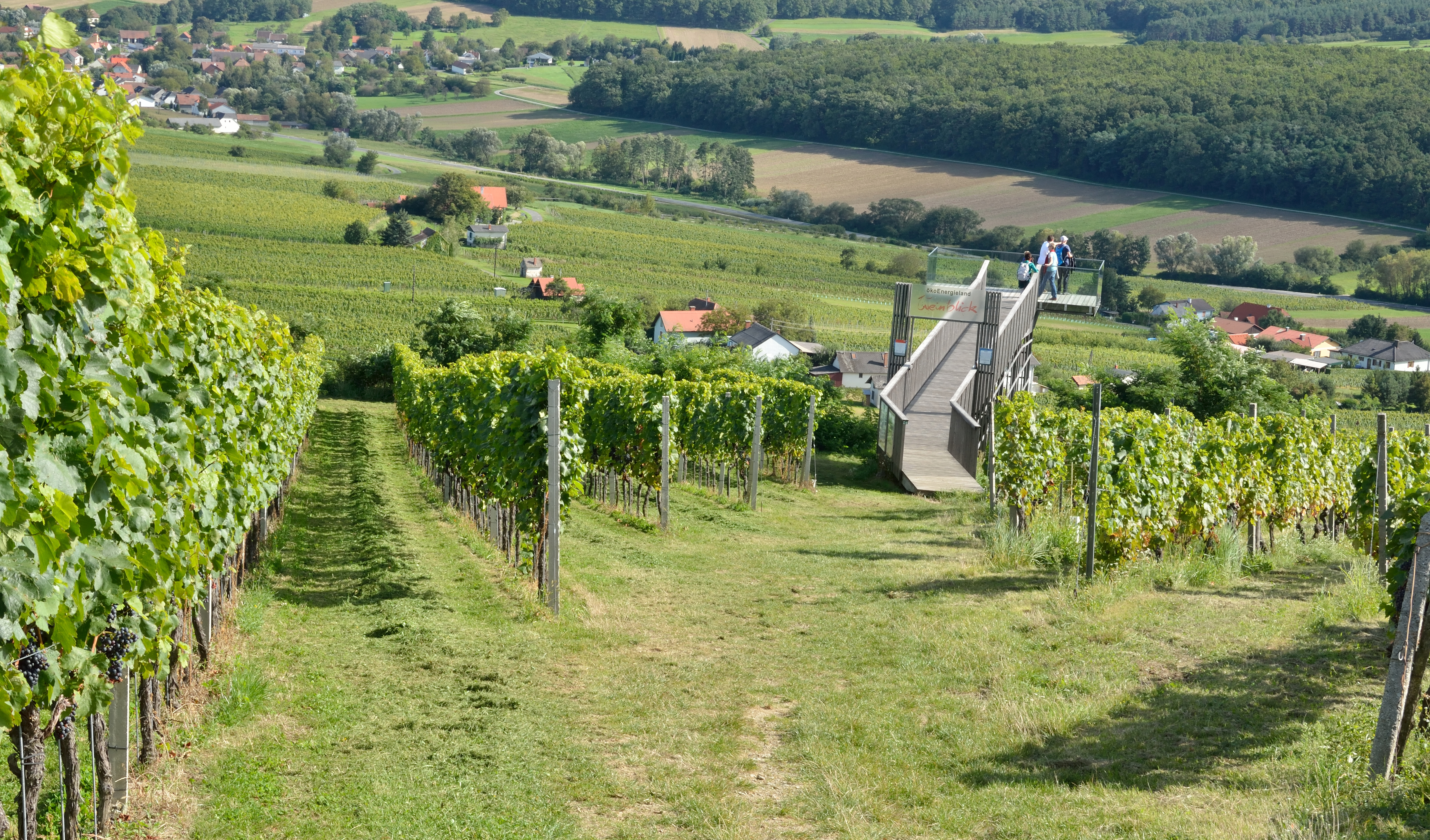
Aussichtswarte „Weinblick“

Etwas unterhalb der Gipfelregion befindet sich die Aussichtswarte „Weinblick“, von der man weit in das östliche Südburgenland und das benachbarte Ungarn blicken kann.